# Parasietschriftmos
Het parasietschriftmos (Opegrapha rupestris) is een korstmosparasiet in de familie Opegraphaceae. Het groeit op korstmos.

## Kenmerken
Het thallus is niet duidelijk aanwezig. De schimmel  ontwikkelt zich afzonderlijk of in kleine groepjes op het thallusoppervlak van zijn gastheerkorstmossen. De lirellate zijn zwart, onvertakt, rechthoekig tot bijna elliptisch van omtrek, recht of licht gebogen.
De ascus is cilindrisch-knotsvorig, kort gesteeld of bijna zittend, zeer dikwandig, gespleten, de top afgerond en sterk verdikt en achtsporig. De ascosporen zijn tweezijdig gerangschikt, cilindrisch tot cilindrisch-ellipsvormig, soms zeer licht knotsvormig, de uiteinden afgerond, bij de septa licht ingesnoerd, hyaliene maar met een epispore die bruin wordt bij overrijpheid. De sporen zijn 3-septaat en meten 14-22 × 5-8 µm.

## Verspreiding
In Nederland komt hij zeer zeldzaam voor.